# Efectes especials (pel·lícula)
Efectes especials (títol original: Special Effects) és una pel·lícula de 1984 dirigida per Larry Cohen i protagonitzada per Zoe Lund i Eric Bogosian. Ha estat doblada al català.

## Argument
Un director fa una pel·lícula basada en un assassinat que va cometre. Realitat i il·lusió xoquen en aquest thriller sobre un director megalòman que assassina una jove aspirant a actriu. Després, pretén fer una pel·lícula sobre ella, convencent el marit de l'actriu i el policia que investiga el cas perquè hi participin. Finalment, troba una actriu perquè interpreti el paper de la morta. Una actriu que té una semblança sorprenent.

## Repartiment
- Zoe Lund: Andrea Wilcox / Elaine
- Eric Bogosian: Christopher Neville
- Brad Rijn: Keefe Waterman
- Kevin O'Connor: Detectiu Tinent Phillip Delroy
- Bill Oland: Detectiu Vickers